# Tamarit (Tarragona)
Tamarit o Tamarit de Mar, per diferenciar-lo de Tamarit de Llitera, és un poble adscrit al municipi de Tarragona situat vora la desembocadura del riu Gaià i al voltant de l'històric castell de Tamarit.
L'any 2022 constava de 1.883 habitants. Si bé el nucli de Tamarit només en suma 604, al còmput global cal comptar-hi els residents a la urbanització de la Mora, que el 2022 eren 1.279.

## Història
El 1952, el municipi de Tarragona absorbí l'antic municipi de Tamarit de Mar, que s'estenia al voltant de la desembocadura del riu Gaià i incloïa els pobles de Tamarit, Ferran i Monnars.
Tamarit havia estat un poble plenament pesquer. El nucli medieval està format per dos sectors diferenciats: la vila closa i la vila fora muralles. El port de Tamarit arribà a ser un dels més importants de Catalunya. Des d'aquí partiren naus cap a la conquesta de Mallorca.
A partir del segle xvii el poble entrà en decadència a causa de l'auge de la pirateria. A inicis del segle xx, les restes de la vila closa, l'església i el castell de Tamarit foren comprats pel milionari Charles Deering i encara avui segueix en mans privades.
El turisme de sol i platja ha atorgat una nova vida a Tamarit, gràcies a la proliferació dels càmpings i al desenvolupament del nucli de la Mora.

## Patrimoni històric
Tamarit de Mar tingué una gran importància en època medieval. El poble medieval presenta diferents estats de conservació. Si la vila fora muralles està pràcticament en ruïnes, els edificis de l'antiga vila closa han estat restaurats per tal d'acollir-hi esdeveniments de tota mena.
L'atractiu més interessant de Tamarit de Mar és, sens dubte, el seu Castell, declarat Bé Cultural d'Interès Nacional, sense oblidar l'església de Santa Maria, que conté un altar barroc obra de Benet Baró.
La situació costanera del poble de Tamarit i els atacs de la pirateria a què s'exposava comportaren la construcció a partir del segle xvi d'una sèrie de torres de guaita al llarg del seu litoral. Així, podem destacar la torre de Tamarit, a la vora del nucli antic, la torre d'en Segur i la torre de la Mora (BCIN). També cal esmentar la presència de l'antiga creu de terme del poble. Al nucli de la Mora, hi podem trobar el mas de Marquès, del segle xvi, declarat Bé cultural d'interès nacional.

## Patrimoni natural
L'any 1992 es declarà l'Espai Natural Protegit de Tamarit-Punta de la Mora-Costes del Tarragonès. L'espai inclou un sector marí. Hi destaca la presència del pi blanc, pi pinyer, margalló, romaní i fonoll marí.
Hi trobem també la desembocadura del riu Gaià.
Els banyistes poden gaudir dels espais de la platja de Tamarit, la platja d'Altafulla, la cala Jovera, la platja de la Móra i la caleta Petita de la Móra, així com la cala de Becs i la platja de l'Arboçar a la cala Fonda.

## Comunicacions
Al terme de Tamarit de Mar hi trobem l'estació de tren Altafulla-Tamarit.